# Baronia de Viver
La Baronia de Viver és un títol nobiliari espanyol creat el 16 d'octubre de 1901 pel rei Alfons XIII a favor de Darius Rumeu i Torrents. La seva denominació fa referència la a finca d'esbarjo amb uns grans jardins, denominada El Viver, d'Argentona (Maresme) i en la qual està situada l'antiga ermita de la Mare de Déu del Viver, propietat familiar dels barons de Viver.
Se li va concedir la Grandesa d'Espanya el 16 de desembre de 1929 sent segon baró de Viver Darius Rumeu i Freixa, per la seva labor en l'Exposició Universal de Barcelona de 1929. Va ser l'última persona a moure's habitualment en cotxe de cavalls (un cupè), tirat per un tronc de cavalls hongaresos.

## Barons de Viver
|                         | Titular                              | Període                 |
| Creació per Alfons XIII | Creació per Alfons XIII              | Creació per Alfons XIII |
| ----------------------- | ------------------------------------ | ----------------------- |
| I                       | Darius Rumeu i Torrents              | 1901-1901               |
| II                      | Darius Rumeu i Freixa                | 1901-1970               |
| III                     | Maria de la Consolació Rumeu i Viura | 1971-2011               |
| IV                      | Maria Dolors Rumeu i Viura           | 2012-2013               |
| V                       | Darío Olaortua Rumeu                 | 2013-actualitat         |

Darius Rumeu i Torrents (.-1901), I baró de Viver.
1. Va casar-se amb Dolores Freixa i Peyra. El va succeir el seu fill:

Darius Rumeu i Freixa (1886-1970), II baró de Viver. El va succeir:
Maria de la Consolació Rumeu i Viura, III baronessa de Viver. El va succeir la seva germana:
Maria Dolores Rumeu i Viura (1914-2013), IV baronessa de Viver.
1. Va casar amb Joaquín Olaortua Agut. El va succeir el seu fill:

Darío Joaquín Olaortua Rumeu, V baró de Viver.